# Hans Herold (Unternehmer)
Hans Herold († 1654) war ein deutscher Unternehmer und Politiker. Er wurde mehrfach zum Bürgermeister der Stadt Falkenstein/Vogtl. gewählt, war ab 1606 Beauftragter und von 1611 bis 1630 Vorsteher der Elsterflöße. Als Unternehmer errichtete er eine Glashütte in den Schöneckischen Wäldern und war Mitbegründer des Ortes Steindöbra.

## Leben
Neben seiner Tätigkeit als städtischer Kommunalbeamter war er als Unternehmer in den Grenzwäldern des Vogtlands tätig. Mit zwei Gewerken, darunter Hans Abel Ficker, erhielt er von Kurfürst Johann Georg I. (Sachsen) am 23. Januar 1639 das Privileg zur Errichtung einer Glashütte in den Schöneckischen Wäldern. Aus dieser Ansiedlung ging der Ort Steindöbra bei Klingenthal hervor.